# Jonathan Banks
Jonathan Ray Banks (Washington, 31 gennaio 1947) è un attore statunitense. 
È principalmente conosciuto per il ruolo di Mike Ehrmantraut, nelle serie televisive Breaking Bad e Better Call Saul.

## Biografia
Jonathan Banks è nato a Washington nel 1947 mentre sua madre lavorava per la CIA. Frequentò l'Indiana University di Bloomington, dove fu compagno di classe di Kevin Kline, con il quale durante gli anni di scuola partecipò a una rappresentazione dell'opera teatrale L'opera da tre soldi. Dopo aver abbandonato gli studi per unirsi ad una compagnia teatrale itinerante come direttore di scena, si trasferì in Australia dove rimase per alcuni anni. Nel 1974 si trasferì a Los Angeles dove continuò a recitare in alcuni teatri, prima di iniziare ad apparire in piccoli ruoli televisivi.
La carriera dell'attore inizia nel 1976 recitando nel film per la televisione Alla conquista del West, da cui verrà poi tratta l'omonima serie televisiva. Sempre nello stesso anno partecipa per la prima volta anche a un episodio di una serie televisiva, recitando in un ruolo minore in un episodio di Barnaby Jones. Nel 1978 invece partecipa per la prima volta a un film cinematografico, Tornando a casa, in cui recita accanto a Jane Fonda e Jon Voight.
Banks durante la sua carriera è apparso in numerose produzioni sia televisive che cinematografiche. Per quanto riguarda le serie televisive lo si può vedere in alcuni episodi di Lou Grant, T.J. Hooker, Simon & Simon, Hardcastle & McCormick, Falcon Crest, Star Trek: Deep Space Nine, Women of the House e Un detective in corsia e più recentemente in Alias, E-Ring, CSI - Scena del crimine, Day Break, Dexter e Lie to Me. Ha inoltre fatto parte del cast principale delle serie televisive Dimensione Alfa, Oltre la legge - L'informatore e Fired Up. Grazie alla sua interpretazione in Oltre la legge - L'informatore ha ricevuto una nomination ai Premi Emmy 1989 nella categoria Migliore attore non protagonista in una serie drammatica.
Per quanto riguarda i film, lo si può vedere invece in L'aereo più pazzo del mondo (1980), Frances (1982), 48 ore (1982), Gremlins (1984), Buckaroo Banzai (1984), Beverly Hills Cop (1984), Freejack - In fuga nel futuro (1992), Flipper (1996), Crocodile Dundee 3 (2001), Reign Over Me (2007) e Tempo limite (2016). Nel 2009 ottiene il ruolo per cui è maggiormente conosciuto dal grande pubblico, ossia quello di Mike Ehrmantraut nella serie televisiva Breaking Bad. Apparso come guest star nell'ultimo episodio della seconda stagione, entra a far parte del cast principale dalla terza stagione in poi. Dal 2015 interpreta lo stesso personaggio nella serie televisiva Better Call Saul, spin-off di Breaking Bad.

## Filmografia

### Attore

#### Cinema
- Linda's Film on Menstruation, regia di Linda Feferman – cortometraggio (1974)
- Tornando a casa (Coming Home), regia di Hal Ashby (1978)
- A proposito di omicidi... (The Cheap Detective), regia di Robert Moore (1978)
- Guerrieri dell'inferno (Who'll Stop the Rain), regia di Karel Reisz (1978)
- The Rose, regia di Mark Rydell (1979)
- L'aereo più pazzo del mondo (Airplane!), regia di Zucker-Abrahams-Zucker (1980)
- Nessuno ci può fermare (Stir Crazy), regia di Sidney Poitier (1980)
- Gangster Wars, regia di Richard C. Sarafian (1981)
- Frances, regia di Graeme Clifford (1982)
- 48 ore (48 Hrs.), regia di Walter Hill (1982)
- Gremlins, regia di Joe Dante (1984)
- Le avventure di Buckaroo Banzai nella quarta dimensione (The Adventures of Buckaroo Banzai Across the 8th Dimension), regia di W. D. Richter (1984)
- Beverly Hills Cop - Un piedipiatti a Beverly Hills (Beverly Hills Cop), regia di Martin Brest (1984)
- Pazzi da legare (Armed and Dangerous), regia di Mark L. Lester (1986)
- Lama d'acciaio (Cold Steel), regia di Dorothy Ann Puzo (1987)
- Nella buona e nella cattiva sorte (Honeymoon Academy), regia di Gene Quintano (1989)
- Freejack - In fuga nel futuro (Freejack), regia di Geoff Murphy (1992)
- Caccia al tesoro (There Goes the Neighborhood), regia di Bill Phillips (1992)
- Limite estremo (Boiling Point), regia di James B. Harris (1993)
- Walker Texas Ranger 3: Deadly Reunion, regia di Michael Preece (1994)
- Scatto mortale (Body Shot), regia di Dimitri Logothetis (1994)
- Trappola sulle Montagne Rocciose (Under Siege 2: Dark Territory), regia di Geoff Murphy (1995)
- L'ultimo bersaglio (Last Man Standing), regia di Joseph Merhi (1995)
- Flipper, regia di Alan Shapiro (1996)
- La stirpe (Dark Breed), regia di Richard Pepin (1996)
- Il Diavolo dentro (Let the Devil Wear Black), regia di Stacy Title (1999)
- Foolish, regia di Dave Meyers (1999)
- Trash, regia di Mark Anthony Galluzzo (1999)
- Downward Angel, regia di Kevin Lewis (2001)
- Face to Face, regia di Ellie Kanner (2001)
- Crocodile Dundee 3 (Crocodile Dundee in Los Angeles), regia di Simon Wincer (2001)
- Proximity - Doppia fuga (Proximity), regia di Scott Ziehl (2001)
- R.S.V.P., regia di Mark Anthony Galluzzo (2002)
- Indagini sporche (Dark Blue), regia di Ron Shelton (2002)
- Circadian Rhythm, regia di René Besson (2005)
- Vivere alla grande (Puff, Puff, Pass), regia di Mekhi Phifer (2006)
- Reign Over Me, regia di Mike Binder (2007)
- Proud American, regia di Fred Ashman (2008)
- Io sono tu (Identity Thief), regia di Seth Gordon (2013)
- Watercolor Postcards, regia di Rajeev Dassani (2013)
- Authors Anonymous, regia di Ellie Kanner (2014)
- Bullet, regia di Nick Lyon (2014)
- Come ammazzare il capo 2 (Horrible Bosses 2), regia di Sean Anders (2014)
- Tempo limite (Term Life), regia di Peter Billingsley (2016)
- Mudbound, regia di Dee Rees (2017)
- L'uomo sul treno - The Commuter (The Commuter), regia di Jaume Collet-Serra (2018)
- Vikings - L'invasione dei Franchi (Redbad), regia di Roel Reiné (2018)
- El Camino - Il film di Breaking Bad (El Camino: A Breaking Bad Movie), regia di Vince Gilligan (2019)

#### Televisione
- Alla conquista del West (The Macahans), regia di Bernard McEveety – film TV (1976)
- Barnaby Jones – serie TV, episodi 4x15-5x17 (1976-1977)
- Alexander: The Other Side of Dawn – film TV (1977)
- Viva o morta (The Girl in the Empty Grave) – film TV (1977)
- Miss Beautiful (The Night They Took Miss Beautiful) – film TV (1977)
- In casa Lawrence (Family) – serie TV, episodio 2x18 (1977)
- Carter Country – serie TV, episodio 1x04 (1977)
- The Word – miniserie TV (1978)
- The Fighting Nightingales – film TV (1978)
- Il rapimento di Patty Hearst (The Ordeal of Patty Hearst) – film TV (1979)
- She's Dressed to Kill – film TV (1979)
- Ike – miniserie TV (1979)
- Una famiglia americana (The Waltons) – serie TV, episodio 8x12 (1979)
- Lou Grant – serie TV, episodi 2x16-3x09-4x09 (1979-1981)
- La casa nella prateria (Little House on the Prairie) – serie TV, episodio 6x16 (1980)
- Rage! – film TV (1980)
- Desperate Voyage – film TV (1980)
- Sanford – serie TV, episodio 2x04 (1981)
- I giorni del padrino (The Gangster Chronicles) – miniserie TV, 13 episodi (1981)
- Il meglio del west (Best of the West) – serie TV, episodio 1x07 (1981)
- Shannon – serie TV, episodio 1x02 (1981)
- Report to Murphy – serie TV, episodio 1x06 (1982)
- T.J. Hooker – serie TV, episodi 1x05-2x20 (1982-1983)
- Simon & Simon – serie TV, episodi 1x12-2x07-3x05 (1982-1983)
- Hill Street giorno e notte (Hill Street Blues) – serie TV, episodi 3x20-3x21 (1983)
- I ragazzi del computer (The Whiz Kids) – serie TV, episodio 1x01 (1983)
- The Invisible Woman – film TV (1983)
- Mike Hammer - Un mistero dal passato (Murder Me, Murder You) – film TV (1983)
- Matt Houston – serie TV, episodio 2x15 (1984)
- Legmen – serie TV, episodio 1x07 (1984)
- Jessie – serie TV, episodio 1x01 (1984)
- New York New York (Cagney & Lacey) – serie TV, episodio 4x04 (1984)
- Jessie – film TV (1984)
- Nadia – film TV (1984)
- Boys in Blue – film TV (1984)
- Hardcastle & McCormick (Hardcastle and McCormick) – serie TV, episodi 2x01-2x18-3x01 (1984-1985)
- Dimensione Alfa (Otherworld) – serie TV, 8 episodi (1985)
- Crazy Like a Fox – serie TV, episodio 1x11 (1985)
- Hollywood Beat – serie TV, episodio 1x09 (1985)
- Hunter – serie TV, episodio 2x09 (1985)
- The Fifth Missile – film TV (1986)
- Assassin – film TV (1986)
- Chi è Giulia? (Who Is Julia?) – film TV (1986)
- Perry Mason: Per un antico amore (Perry Mason: The Case of the Lost Love), regia di Ron Satlof – film TV (1987)
- L'assassino è su di noi (Downpayment on Murder) – film TV (1987)
- Falcon Crest – serie TV, 8 episodi (1987)
- Quattro donne in carriera (Designing Women) – serie TV, episodio 2x01 (1987)
- Oltre la legge - L'informatore (Wiseguy) – serie TV, 74 episodi (1987-1990)
- Nightmare - Come in un incubo (Don't Touch My Daughter) – film TV (1991)
- Star Trek: Deep Space Nine – serie TV, episodio 1x13 (1993)
- Oltre il ricatto (Blind Side) – film TV (1993)
- Perry Mason: Elisir di morte (Perry Mason: The Case of the Skin-Deep Scandal) – film TV (1993)
- Marilyn & Bobby: Her Final Affair – film TV (1993)
- Un ragionevole dubbio (Shadow of Obsession) – film TV (1994)
- Highlander (Highlander: The Series) – serie TV, episodio 2x12 (1994)
- Matlock – serie TV, episodio 8x19 (1994)
- Walker Texas Ranger (Walker, Texas Ranger) – serie TV, episodio 2x22 (1994)
- I racconti della cripta (Tales from the Crypt) – serie TV, episodio 6x08 (1994)
- SeaQuest - Odissea negli abissi (SeaQuest DSV) – serie TV, episodi 1x15-3x08 (1994-1995)
- Women of the House – serie TV, 6 episodi (1995)
- Due South - Due poliziotti a Chicago (Due South) – serie TV, episodio 1x24 (1995)
- Harvey – film TV (1996)
- Wiseguy – film TV (1996)
- Un detective in corsia (Diagnosis: Murder) – serie TV, episodi 4x01-7x16 (1996-2000)
- Melanie Darrow – film TV (1997)
- Un miracolo di nome Danny (A Thousand Men and a Baby) – film TV (1997)
- Fired Up – serie TV, 28 episodi (1997-1998)
- Dollar for the Dead – film TV (1998)
- Outlaw Justice – film TV (1999)
- Fermati (Millennium Man) – film TV (1999)
- The Trouble with Normal – serie TV, episodi 1x03-1x13 (2000-2001)
- The District – serie TV, episodio 1x22 (2001)
- Alias – serie TV, episodi 2x20-2x22 (2003)
- Squadra Med - Il coraggio delle donne (Strong Medicine) – serie TV, episodio 4x13 (2003)
- Joan of Arcadia – serie TV, episodio 1x12 (2004)
- CSI - Scena del crimine (CSI: Crime Scene Investigation) – serie TV, episodi 5x07-6x13 (2004-2006)
- E-Ring – serie TV, 4 episodi (2005)
- Ghost Whisperer - Presenze (Ghost Whisperer) – serie TV, episodio 1x13 (2006)
- Senza traccia (Without a Trace) – serie TV, episodio 4x17 (2006)
- Day Break – serie TV, 7 episodi (2006-2007)
- Dexter – serie TV, episodi 2x11-2x12 (2007)
- Lezioni di giallo - Il frutto dell'ambizione (Murder 101: College Can Be Murder) – film TV (2007)
- E.R. - Medici in prima linea (ER) – serie TV, episodio 14x13 (2008)
- Shark - Giustizia a tutti i costi (Shark) – serie TV, episodi 2x12-2x13 (2008)
- Life – serie TV, episodio 2x05 (2008)
- Eli Stone – serie TV, episodio 2x08 (2008)
- Cold Case - Delitti irrisolti (Cold Case) – serie TV, episodio 6x16 (2009)
- Castle – serie TV, episodio 1x04 (2009)
- Lie to Me – serie TV, episodio 1x13 (2009)
- Breaking Bad – serie TV, 28 episodi (2009-2012) – Mike Ehrmantraut
- Modern Family – serie TV, episodio 2x19 (2011)
- Due uomini e mezzo (Two and a Half Men) – serie TV, episodio 9x10 (2011)
- CSI: Miami – serie TV, episodio 10x10 (2011)
- Ringer – serie TV, episodi 1x20-1x21 (2012)
- Parks and Recreation – serie TV, episodio 5x06 (2012)
- Vegas – serie TV, episodi 1x03-1x07 (2012)
- Body of Proof – serie TV, episodio 3x13 (2013)
- Bloodline – film TV (2013)
- Community – serie TV, 11 episodi (2014)
- Better Call Saul – serie TV, 61 episodi (2015-2022) – Mike Ehrmantraut
- The Lizzie Borden Chronicles – miniserie TV, episodi 2-3-4 (2015)
- The Expanse – serie TV, episodio 1x01 (2015)
- Dr. Ken – serie TV, episodio 2x19 (2017)
- Shut Eye – serie TV, episodio 2x07 (2017)
- Sfida al presidente - The Comey Rule (The Comey Rule), regia di Billy Ray – miniserie TV (2020)
- Constellation – miniserie TV (2024)

### Doppiatore

#### Cinema
- Chi c'è in fondo a quella scala... (Pin), regia di Sandor Stern (1988)
- Gli Incredibili 2 (Incredibles 2), regia di Brad Bird (2018)
- Toy Story 4, regia di Josh Cooley (2019)

#### Televisione
- Axe Cop – serie animata, episodi 1x03-1x04-2x03 (2013-2015)
- Mike Tyson Mysteries – serie animata, episodio 1x04 (2014)
- Major Lazer – serie animata, episodio 1x02 (2015)
- Gravity Falls – serie animata, episodio 2x12 (2015)
- Skylanders Academy – serie animata, 38 episodi (2016-in corso)
- Rapunzel - La serie (Tangled: The Series) – serie animata, 8 episodi (2017-2020)
- F Is for Family – serie animata, 9 episodi (2020-in corso)
- I Casagrande (The Casagrandes) – serie animata, episodio 1x14 (2020)
- Invincibile - serie animata, episodio 3x08 (2025)

#### Videogiochi
- Batman: Arkham Knight – videogioco (2015) – Commissario Gordon

## Riconoscimenti
- Premio Emmy
  - 1989 – Candidatura al miglior attore non protagonista in una serie drammatica per Oltre la legge - L'informatore
  - 2013 – Candidatura al miglior attore non protagonista in una serie drammatica per Breaking Bad
  - 2015 – Candidatura al miglior attore non protagonista in una serie drammatica per Better Call Saul
  - 2016 – Candidatura al miglior attore non protagonista in una serie drammatica per Better Call Saul
  - 2017 – Candidatura al miglior attore non protagonista in una serie drammatica per Better Call Saul
  - 2019 – Candidatura al miglior attore non protagonista in una serie drammatica per Better Call Saul
- Screen Actors Guild Award
  - 2012 – Candidatura al miglior cast in una serie drammatica per Breaking Bad
  - 2013 – Candidatura al miglior cast in una serie drammatica per Breaking Bad
  - 2018 – Candidatura al miglior cast cinematografico per Mudbound
  - 2019 – Candidatura al miglior cast in una serie drammatica per Better Call Saul
  - 2021 – Candidatura al miglior cast in una serie drammatica per Better Call Saul

## Doppiatori italiani
Nelle versioni in italiano delle opere in cui ha recitato, Jonathan Banks è stato doppiato da:
- Stefano Mondini in Breaking Bad, Body of Proof, The Lizzie Borden Chronicles, Better Call Saul, Mudbound, El Camino - Il film di Breaking Bad, Constellation
- Rodolfo Bianchi in Perry Mason: Elisir di morte, Un detective in corsia (ep. 7x16)
- Massimo Corvo in Freejack - In fuga nel futuro, Vegas
- Pierluigi Astore in Dexter, Modern Family
- Gianni Giuliano in Oltre il ricatto, Come ammazzare il capo 2
- Fabrizio Temperini in Melanie Darrow - Delitto in famiglia, Due uomini e mezzo
- Luca Biagini in Reign Over Me, Sfida al presidente - The Comey Rule
- Oliviero Dinelli in Flipper, Oltre la legge - L'informatore
- Michele Kalamera in Alias, Castle
- Renzo Stacchi in Senza traccia, CSI: Miami
- Arturo Dominici in Alla conquista del West
- Paolo Poiret in 48 ore
- Renato Cortesi in Beverly Hills Cop - Un piedipiatti a Beverly Hills
- Giorgio Bandiera in Dimensione Alfa
- Sandro Iovino in Indagini sporche
- Paolo Buglioni in Star Trek: Deep Space Nine
- Gino La Monica in Caccia al tesoro
- Paolo Lombardi in Mr. Crocodile Dundee 3
- Silvio Anselmo in Gremlins
- Antonio Palumbo in Eli Stone
- Teo Bellia in Le avventure di Buckaroo Banzai nella quarta dimensione
- Renato Mori in CSI - Scena del crimine (ep. 5x07)
- Claudio Fattoretto in CSI - Scena del crimine (ep. 6x13)
- Dario Penne in Ghost Whisperer - Presenze
- Stefano De Sando in Day Break
- Goffredo Matassi in Cold Case - Delitti irrisolti
- Luciano De Ambrosis in E.R. - Medici in prima linea
- Pieraldo Ferrante in Lie to Me
- Angelo Nicotra in Io sono tu
- Giovanni Battezzato in Community
- Stefano Santerini in Bullet
- Luca Violini in Tempo limite
- Gerolamo Alchieri in L'uomo sul treno - The Commuter
- Mario Bombardieri in Vikings - L'invasione dei Franchi

Da doppiatore è sostituito da:
- Paola Mannoni in Chi c'è in fondo a quella scala...
- Orso Maria Guerrini in Gli Incredibili 2
- Mario Scarabelli in Batman: Arkham Knight
- Mauro Magliozzi in Rapunzel: La serie (1ª voce)
- Pierluigi Astore in Rapunzel: La serie (2ª voce)
- Dario Oppido in F is for Family
- Pietro Ramacciato in Phineas e Ferb